# Дрјеново
Дрјеново (слч. Drienovo) насељено је мјесто са административним статусом сеоске општине (слч. obec) у округу Крупина, у Банскобистричком крају, Словачка Република.

## Становништво
| Година:    | 1994. | 2004.   | 2014.    | 2024.    |
| ---------- | ----- | ------- | -------- | -------- |
| Број људи: | 127   | 128     | 111      | 97       |
| Разлика:   |       | +0,78 % | -13,28 % | -12,61 % |

| Година:    | 2023. | 2024.   |
| ---------- | ----- | ------- |
| Број људи: | 99    | 97      |
| Разлика:   |       | -2,02 % |

Према подацима о броју становника из 2024. године насеље је имало 97 становника.